# 洪健益
洪健益（1970年11月3日—），中華民國政治人物，民主進步黨籍，現任臺北市議員。出生於台灣台北市，籍貫彰化芳苑，中華技術學院二技部、淡江大學大陸研究所畢業。曾任立法委員卓榮泰（曾任行政院秘書長、民主進步黨主席，現任行政院院長）與徐國勇（曾任行政院發言人、內政部部長）辦公室主任、綠色和平電台主持人。

## 選舉紀錄
| 年度 | 選舉屆數               | 選舉區           | 所屬政黨   | 得票數 | 得票率 | 當選標記 | 備註  |
| ---- | ---------------------- | ---------------- | ---------- | ------ | ------ | -------- | ----- |
| 2006 | 第十屆臺北市議員選舉   | 臺北市第三選舉區 | 民主進步黨 | 14,589 | 6.88%  |          | [ 5 ] |
| 2010 | 第十一屆臺北市議員選舉 | 臺北市第三選舉區 | 民主進步黨 | 21,694 | 9.30%  | [ 6 ]    |       |
| 2014 | 第十二屆臺北市議員選舉 | 臺北市第三選舉區 | 民主進步黨 | 20,319 | 8.44%  | [ 7 ]    |       |
| 2018 | 第十三屆臺北市議員選舉 | 臺北市第三選舉區 | 民主進步黨 | 16,014 | 7.17%  | [ 8 ]    |       |
| 2022 | 第十四屆臺北市議員選舉 | 臺北市第三選舉區 | 民主進步黨 | 15,082 | 7.05%  | [ 9 ]    |       |

## 政見
- 全力推動都市更新，改造首都城市景觀[10]
- 強力監督市政弊案，揭發市政暗藏黑箱[3]
- 推廣佩帶警鳴器觀念[11]，不僅學童甚至全民佩帶，打造安全治安環境[3]
- 積極爭取地方建設，推動地方商圈發展[12][13]
- 確保市府預算執行合理透明[3]
- 確保市府廉政單位確實運作[3]
- 確保市府公共建設工程品質[3]

## 個人生活

### 興趣
- 羽球運動，多次參加羽球盃活動，積極推展羽球運動賽事。[14]
- 慢跑運動，藉此維持體態，並邀集不同黨派議員朋友一起參加路跑活動。[15]
- 籃球運動，除藍綠質詢交手外，也會與不同黨籍議員進行籃球PK活動。[16]

### 參賽經歷
- 2019年4月21日，2019新北市鐵道馬拉松接力賽，邀集不同黨派議員邱威傑、阮昭雄、梁文傑及數名民間友人一同參加接力賽活動[15]。

## 爭議
- 2009年10月9日，助理進入暫停營運並封閉中的貓空纜車車站。11日與民視新聞補拍報導其中設施缺陷。事後遭郝市府指稱擅闖並提告，具稱是為監督公共設施[17][18][19]。而後調閱錄影顯示，洪的助理在本次闖入前已經先跑到工地一次被工地人員驅離，後隔數日洪踹破隔版與民視記者及一行人侵入貓纜，一同進入內部。直到遇到工人再次被驅離。

- 2016年11月27日，台北市議員洪健益遭民眾揭露，26日將私人轎車開上人行道，停了近20分鐘。洪健益表示當天有徵詢當班保全因要跑攤需要臨停一下，進去送個紅包致意，稍後馬上離開，並獲得當班保全同意，但碰巧保全換班，原當班保全忘記交接該事項，導致誤會一場，事後該公司也於隔日召開記者會還原當日情形，但網路上多數認為這是事後協調的說法，違規就是違規，再者停人行道不是保全同意就可以停，且送紅包加打招呼也不需要20分鐘。[20][21]

## 外部連結
- 洪健益的Facebook專頁
- 台北市松山信義區市議員 洪健益的Facebook專頁
- YouTube上的洪健益頻道
- 健益問政即時網 （页面存档备份，存于）
- 臺北市議會全球資訊網-現任議員洪健益簡介 （页面存档备份，存于）